# آرتاشس انفیاجیان
آرتاشس انفیاجیان (ارمنی: Արտաշես Էնֆիաջյան؛ زادهٔ ۱۸۶۶ - درگذشته ۴ مارس ۱۹۲۴) سیاست‌مدار اهل ارمنستان بود. وی در سال‌های ۱۹۱۸ تا ۱۹۱۹ و ۱۹۲۰ دو مرتبه به عنوان وزیر دارایی اولین جمهوری ارمنستان خدمت نمود.

## زندگی‌نامه
وی در ۱۸۶۶ به دنیا آمد و در ۴ مارس ۱۹۲۴ در سن ۵۸ سالگی درگذشت.